# Seseli staurophyllum
Seseli staurophyllum är en flockblommig växtart som beskrevs av Karl Heinz Rechinger. Seseli staurophyllum ingår i släktet säfferötter, och familjen flockblommiga växter. Inga underarter finns listade i Catalogue of Life.